# Кошелевка (деревня, Московская область)
Кошелевка — деревня в Ступинском районе Московской области в составе Городского поселения Ступино.

## География
Кошелевка расположено на юго-западе района, в полукилометре севернее реки Ока, высота центра деревни над уровнем моря — 127 м.
Ближайшие населённые пункты: Головлино — примерно в 0,8 км на северо-восток и Малюшина Дача в 1,8 км на запад.

## История
Впервые в исторических документах селение упоминается в 1577 году, как пустошь Кошелевская, с 1627 года — Кошель.
До 2006 года входила в Лужниковский сельский округ).

## Население
| 2002 | 2006 | 2010 |
| ---- | ---- | ---- |
| 3    | ↗4   | ↗6   |

## Инфраструктура
На 2016 год в Кошелевке 2 улицы и 2 садовых товарищества.

## Русская православная церковь
В 1901 году в деревне была построена каменная часовня, не сохранившаяся до наших дней.